# Alexander Ruttkay
Alexander Ruttkay (Budapest, 1941. április 24. – 2025. április 14.) szlovák régész, történész, egyetemi előadó, a nyitrai Régészeti Intézet egykori vezetője. Elsősorban a szláv és középkori régészettel foglalkozik, főként fegyverekkel és fegyverzettel.

## Élete
1945-ben családja átköltözött Csehszlovákiába. Pöstyénben végezte a gimnáziumot.
1963-ban végzett a pozsonyi Comenius Egyetemen. 1963–1965 között a bajmóci múzeumban dolgozott, majd a nyitrai Régészeti Intézetben helyezkedett el. 1979–1990 az intézet igazgatóhelyettese volt. 1989-1990-ben a Szlovák Régészeti Társaság elnöke volt. 1991-től a nyitrai Régészeti Intézet igazgatója volt.
1975-től a tudományok kandidátusa, 1988-tól a tudományok doktora. 1990-től Pozsonyban és Brünnben, 1996-tól Nyitrán is oktatott. 1990-1991-ben a tudományos tanács tagja. 1994-től docens. 1994–2000 között a Comenius Egyetem Bölcsészkarának Tudományos Tanácsának tagja, 1996-tól a nyitrai Konstantin Egyetem Tudományos Tanácsának tagja volt. 1999-től professzor. 2000-től a Konstantin Egyetem szlovák történelem tanszékének szakmai biztosítója.
1966-ban és 1967-ben Németországban, 1973-ban Bulgáriában, 1974-ben Magyarországon, 1976-ban Lengyelországban, 1981-ben Jugoszláviában, 1989-ben pedig Ausztriában volt tanulmányúton.
Ásatásokat végzett Ducón 1968–1975 között, Nyitrasárfőn 1974–1980 között, Simonyban 1985–1988 között, Zobordarázson pedig 1989 és 1993 között.
A Slovenská archeológia és a Študijné zvesti szerkesztőbizottságának tagja.
Tagja a SzTA Tanult Társaságának, a SzTA Tudományos Kollégiumának és a Szlovák Szlavisták Szervezőbizottságának. Külföldi tudományos társaságoknak is tagja, többek között az Európai Tudományos és Művészeti Akadémiának, a Szláv és Középkori Régészet Nemzetközi Uniójának, az UNESCO régészeti bizottságának, a Német Régészeti Intézetnek, a Magyar Régészeti és Művészettörténeti Társulat tiszteletbeli tagja, a Castrum Bene társaságnak.

## Főbb művei
- 1975-1976 Zbrane a výzbroj na Slovensku v 9. až polovici 14. storočí. Slovenská archeológia
- 1978 Umenie kované v zbraniach
- 1979 Stredoveké umelecké remeslo
- 1991 Dejiny dávnovekého Slovenska
- 1994 Vojenské dejiny Slovenska I. (társszerző)
- 2002 Slovensko vo včasnom stredoveku (társszerző)

## Elismerései
- 1974 SzTA díja
- 1976 SzTA példás munkatársa
- 1996 SzTA Ľudovít Štúr ezüst díszplakettje
- 1998 Nyitra polgármesterének díja
- 1999 Ducó díszpolgára
- 2000 Nyitrasárfő díszpolgára
- 2001 A nyitrai Konstantin Egyetem ezüstérme
- 2001 SzTA Ľudovít Štúr arany díszplakettje
- 2002 Mezőgazdasági Minisztérium éremkitüntetése
- 2003 Pőstyén díszpolgára
- 2007 Pribina keresztjének I. osztálya
- 2011 Életműdíj az Oktatásügyi Minisztériumtól
- 2011 Nyitra város díja